# 河滨街道 (宿迁市)
河滨街道，是中华人民共和国江苏省宿迁市宿城区下辖的一个乡镇级行政单位。

## 行政区划
河滨街道下辖以下地区：
石篓社区、药材社区、半窑社区和河滨社区。